# Localització

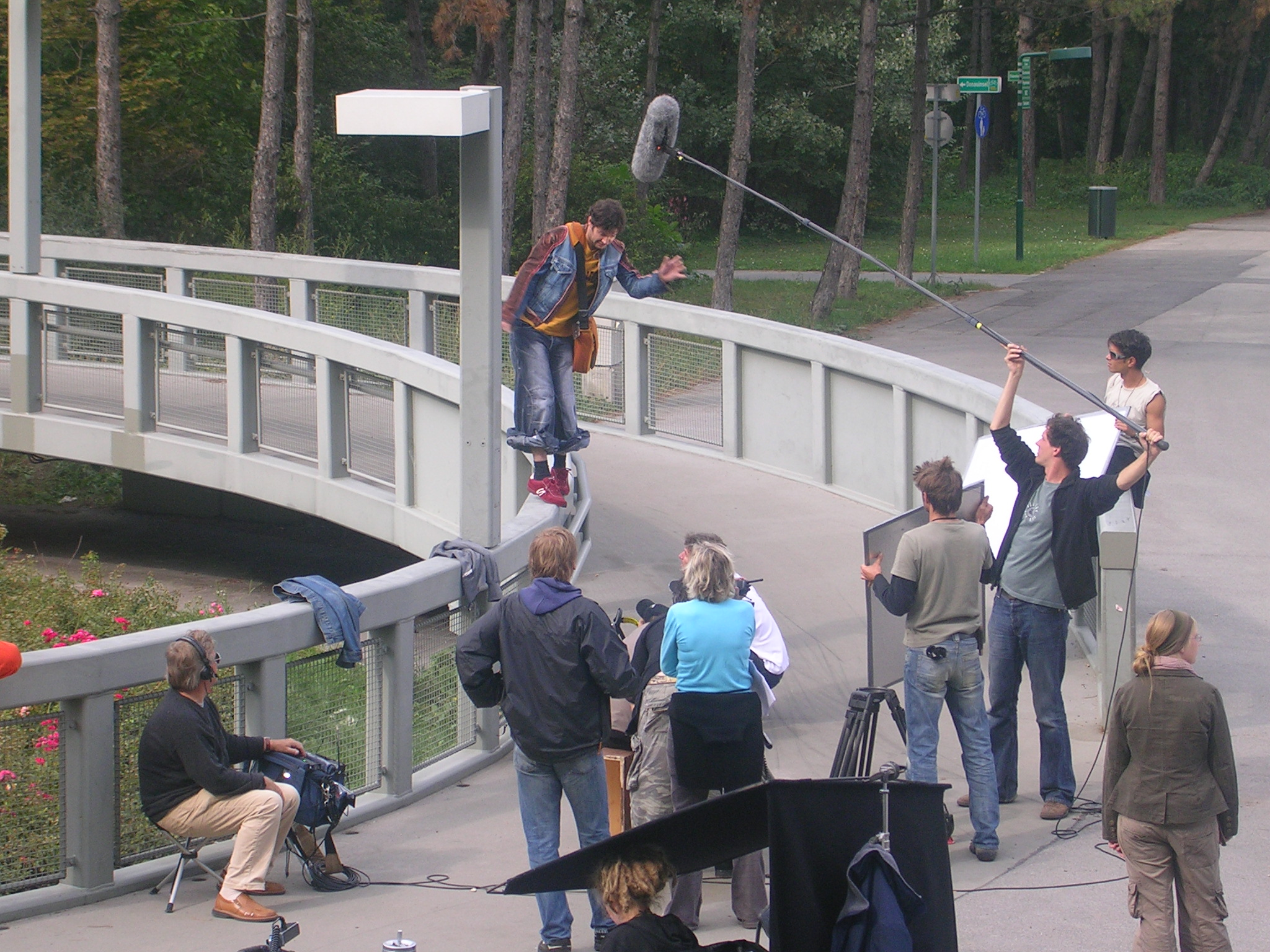
Rodatge a una localització a Alemanya

Una localització, a les arts audiovisuals, és cada espai concret on es produeix la totalitat o part d'una pel·lícula o sèrie de televisió, a més o en lloc d'utilitzar decorats construïts sobre un backlot o un plató d'un estudi cinematogràfic. Al cinema, un lloc de rodatge és qualsevol lloc on un equip de filmació filmarà actors i gravarà els seus diàlegs. Un lloc on no s'enregistra el diàleg pot ser considerat un lloc de fotografia i utilitzat per una segona unitat.
Les localitzacions que són creades des de zero necessiten més pressupost, i per tant, el departament de direcció artística és un dels que té més consum. Encara que una obra tingui un pressupost baix, si el director i l'escenògraf posseeixen el talent i les habilitats per adaptar-se a aquesta situació, pot ser un bon recurs. Pot representar espais de caràcter diversos com ara fantasiós, futurista o oníric.
Les localitzacions són manipulades segons la necessitat de l'escena. Aquestes poden ser naturals o recreades, interiors i exteriors, i es poden alterar amb retocs o decorats. Els decorats tenen l'habilitat de configurar espais amb l'atmosfera adequada a cada temàtica, de manera que expressen i ajuden al fet que l'espectador s'endinsi en el món dels personatges. Aquests decorats poden ser construïts per complet o en part, segons les parts que es veuran en l'enquadrament. També poden ser perfeccionats amb trucs com ara uns cristalls pintats amb un fons, que s'afegeixen al decorat.
Un altre format utilitzar a l'hora de recrear elements grans, com ara ciutats senceres o catàstrofes naturals, són els escenaris construïts a mida com les maquetes, les reproduccions a escala o els posteriors i coneguts efectes especials.

## Localitzacions substitutives
És habitual que pel·lícules o sèries de televisió estiguin ambientades en un lloc, però rodades en un altre, normalment per raons d'economia o comoditat, però de vegades perquè la ubicació substitutiva sembla més apropiada històricament.
Alguns llocs de rodatge substitutius i l'escenari de la pel·lícula corresponent inclouen:
- Província d'Almeria, Espanya - Sud-oest dels Estats Units (El bo, el lleig i el dolent, així com molts altres Spaghetti Westerns)
- Cadis, Espanya - l'Havana, Cuba (Mor un altre dia)
- Hawaii - Àfrica occidental (Llàgrimes del sol), Amazones al Brasil (El tresor de l'Amazones)
- Madrid, Sòria, Espanya - Moscou, Rússia (Doctor Jivago)
- Malta - Antiga Esparta (Troia); Roma antiga (Gladiator); Roma, Beirut, Xipre, Tel-Aviv, Atenes (Múnic); Sweethaven (Popeye)
- Matera, Itàlia - Jerusalem a (La Passió de Crist), (Maria Magdalena) i diverses pel·lícules de l'època de Jesús
- Gran Sasso, Itàlia - Lady Falcó, Red Sonja, pel·lícules de westerns dels anys 60
- Praga, República Txeca - Anglaterra medieval (Història d'un cavaller), Itàlia renaixentista (Borgia); Viena del segle xviii (Amadeus); França del segle xviii (El misteri del collaret); Anglaterra del segle xix (From Hell, Shanghai Knights); 19th Century Vienna (Wiener Mädeln, The Illusionist); Dresden de l'època de la Segona Guerra Mundial (Escorxador núm. 5)
- Hotel St. Pancras, Londres - Arkham Asylum, Gotham City (Batman Begins); Misselthwaite Manor, Yorkshire (The Secret Garden)
- Tailàndia - Diverses ubicacions al voltant de Tailàndia s'han utilitzat per a moltes pel·lícules que representen l'època de la Guerra del Vietnam, inclosa El caçador, Els crits del silenci i Cors de ferro.

## Turisme

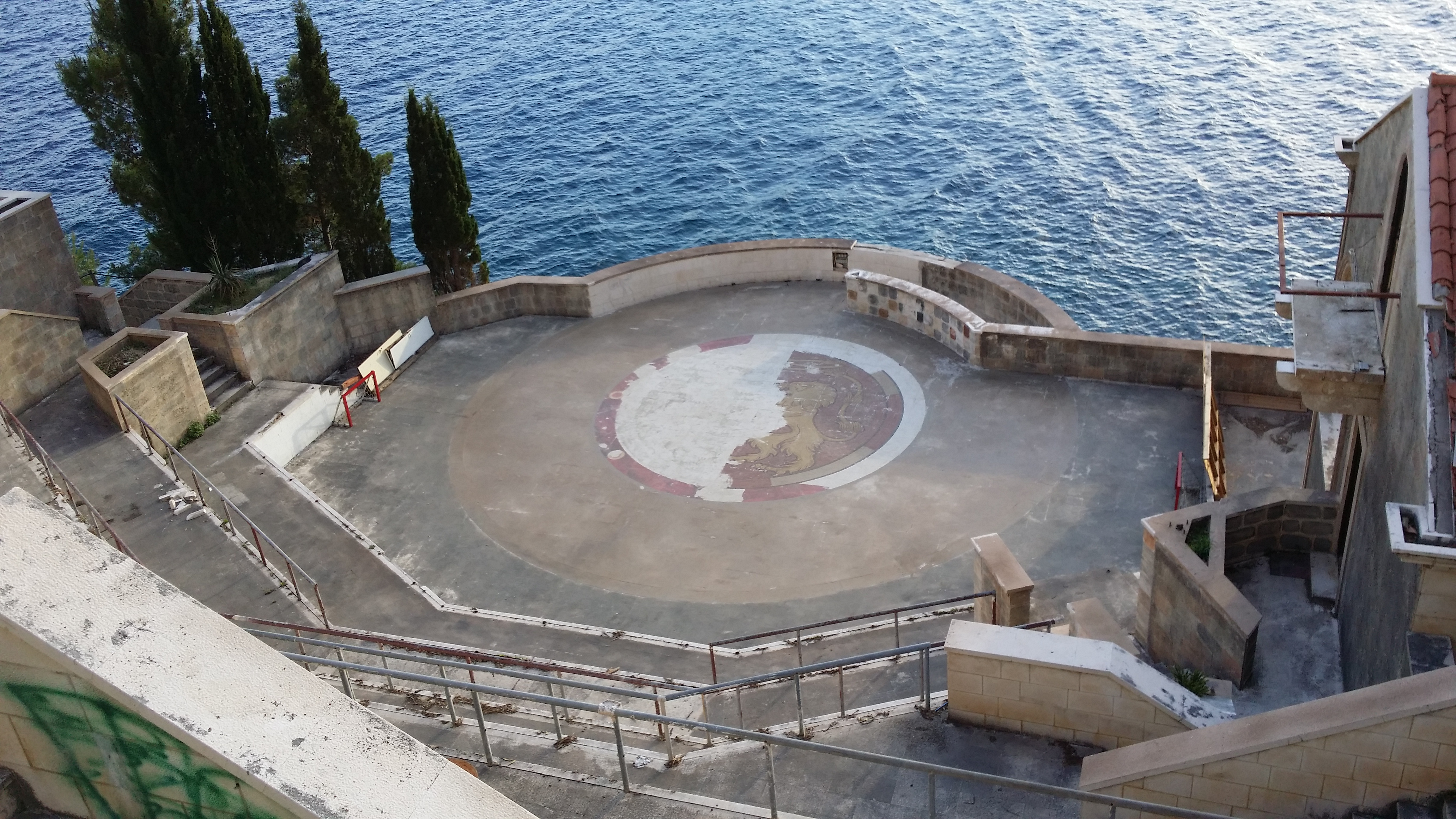
Un amfiteatre abandonat à Dubrovnik, Croàcia, on es van filmar escenes de Game of Thrones.

Les adaptacions cinematogràfiques d'èxit mundial filmades en paisatges sorprenents també impulsen una forma de turisme relacionat amb el cinema. Així, s'ha observat un desenvolupament del turisme a Nova Zelanda després del rodatge de les pel·lícules d'El Senyor dels Anells. Es va observar un desenvolupament semblant als llocs de rodatge espanyols, islandès o croats de Game of Thrones.
Tanmateix, l'afluència massiva de visitants provocada pel consum mundial de productes audiovisuals pot esdevenir una molèstia permanent per als locals i comporta perills mediambientals.